# Liste der denkmalgeschützten Objekte in Salzburg-Salzburg/R–Z
Die Liste der denkmalgeschützten Objekte in Salzburg-Salzburg/R–Z enthält von den 600 denkmalgeschützten, unbeweglichen Objekte der Salzburger Katastralgemeinde Salzburg (Salzburger Altstadt sowie Anteile an den Stadtteilen Elisabeth-Vorstadt, Lehen, Neustadt, Nonntal und Schallmoos) diejenigen in den Straßen R bis Z sowie für Objekte ohne Adresse.

## Denkmäler
| Foto |                 | Denkmal | Standort                                                         | Beschreibung | Metadaten |
| ---- | --------------- | --- | ---------------------------------------------------------------- | --- | --- |
| ja   | Datei hochladen | Höhensiedlung Rainberg HERIS-ID: 36692 Objekt-ID: 35673                                                                                 | Rainberg Standort KG: Salzburg                                   | Der Rainberg war zwischen etwa 4500 v. Chr. (älteste Jungsteinzeit) bis 15 v. Chr. (Einmarsch der Römer unter Kaiser Augustus) durchgehend besiedelt, hier befand sich in der keltischen Latènezeit eine große stadtähnliche und gut befestigte Siedlung. Anmerkung: Zwei Grundstücke liegen ungeschützt inmitten des Areals und sind mit dem Akademischen Gymnasium Salzburg bebaut. | BDA-Hist.: Q125748665 Status: Bescheid Stand der BDA-Liste: 2025-06-30 Name: Höhensiedlung Rainberg GstNr.: 2894/2, 2895/1, 2895/3, 2895/4, 2895/6, 2895/18, 2896/5, 2898/1, 2899, 2900/1, 2902/1, 2902/7, 2909/1 |
| ja   | Datei hochladen | Wohnhaus Ofenloch; Wohnhaus und Braukeller HERIS-ID: 36693 Objekt-ID: 35674                                                             | Rainbergstraße 5 Standort KG: Salzburg                           | Dieses Haus mit seinem dominanten Schopfwalmdach liegt erhöht am alten Fahrweg über dem einstigen Niedermoor der Riedenburg und ist das urkundlich älteste Haus im Stadtteil Riedenburg. Es stammt aus dem späten 16. Jahrhundert. 1670 kaufte es gemeinsam mit dem moorigen Talboden der hochfürstliche Hofkastner Michael Spingruber. Später diente das Gebäude als Wirtshaus und der Keller wurde als Eiskeller (Kühlraum) genutzt. Heute ist das Haus ein Geschäftslokal mit dem Namen Im Ofenloch. | BDA-Hist.: Q37971570 Status: Bescheid Stand der BDA-Liste: 2025-06-30 Name: Wohnhaus Ofenloch; Wohnhaus und Braukeller GstNr.: 2892/1 |
| ja   | Datei hochladen | Bürgerhaus, Teil der sog. Faberhäuser HERIS-ID: 36694 Objekt-ID: 35675                                                                  | Rainerstraße 2 Standort KG: Salzburg                             | Das ursprüngliche Faberhaus, ein U-förmiger historistischer Gebäudekomplex aus der Gründerzeit, entstand nach Abriss der Lodronschen Befestigungsanlagen nördlich des Mirabellplatzes in der 2. Hälfte des 19. Jahrhunderts. Das Faberhaus ist benannt nach dem Wiener Brauereidirektor und Auftraggeber Moritz Faber und umfasst die Adressen Rainerstraße 2, Hubert-Sattler-Gasse 1 und 3 sowie Franz-Josef-Straße 2 und 4. Entworfen wurde der Bau von Franz Schommleitner und errichtet von Valentin Ceconi. Mittlerweile werden auch ähnlich und ebenfalls von Ceconi errichtete anschließende Gebäude als Faberhäuser bezeichnet, besonders die den Häuserblock um Rainerstraße, Hubert-Sattler-Gasse, Faberstraße, Franz-Josef-Straße bilden. Teile des Komplexes wurden im Zweiten Weltkrieg beschädigt. Heute sind im Haus Rainerstraße 2 eine Bank, in den anderen Gebäuden unter anderem Einrichtungen des Magistrats Salzburg untergebracht. Das Haus an der Ecke Rainerstraße/Franz-Josef-Straße wird auch Palais Faber genannt, beim Umbau des darin befindlichen Hotels wurden hinter einer Gipskartonverkleidung im Eingangsfoyer Reste der prunkvollen Ausstattung aus der Erbauungszeit (um 1874) gefunden. Auf Grundlage dieser Reste, die ca. 30 % des Gesamtbestandes ausmachten, wurde das Foyer vollständig rekonstruiert, auch die Bemalung in bunter, glänzender Marmoroptik wird in einem Teil nachgestaltet. | BDA-Hist.: Q37971580 Status: Bescheid Stand der BDA-Liste: 2025-06-30 Name: Bürgerhaus, Teil der sog. Faberhäuser GstNr.: 1057 Rainerstraße 2, Salzburg |
| ja   | Datei hochladen | Wohn- und Geschäftshaus, Faberhaus HERIS-ID: 36695 Objekt-ID: 35676                                                                     | Rainerstraße 4 Standort KG: Salzburg                             | siehe Rainerstraße 2 | BDA-Hist.: Q37971592 Status: Bescheid Stand der BDA-Liste: 2025-06-30 Name: Wohn- und Geschäftshaus, Faberhaus GstNr.: 1081 Rainerstraße 4, Salzburg |
| ja   | Datei hochladen | Wohnhaus HERIS-ID: 36696 Objekt-ID: 35677                                                                                               | Rainerstraße 5 Standort KG: Salzburg                             | Die Fassade des viergeschoßigen späthistoristischen Mietwohnhauses ist mit neobarockem Dekor gestaltet. | BDA-Hist.: Q37971603 Status: Bescheid Stand der BDA-Liste: 2025-06-30 Name: Wohnhaus GstNr.: 1053/2 |
| ja   | Datei hochladen | Ehem. Druckerei Kiesel HERIS-ID: 36697 Objekt-ID: 35678                                                                                 | Rainerstraße 19 bis 23 Standort KG: Salzburg                     | Das 1926 erbaute Gebäude war ursprünglich ein Druck- und Verlagshaus. Es wurde von Wunibald Deininger errichtet und nach der Schließung des Verlags 1987 bis 1989 von Wilhelm Holzbauer umgestaltet. Das Gebäude beherbergt heute unter anderem ein kleines Einkaufszentrum. | BDA-Hist.: Q14912625 Status: Bescheid Stand der BDA-Liste: 2025-06-30 Name: Ehem. Druckerei Kiesel GstNr.: 1248/5 Kiesel-Gebäude |
| ja   | Datei hochladen | Rathaus HERIS-ID: 53056 Objekt-ID: 60838                                                                                                | Rathausplatz 1 Standort KG: Salzburg                             | Das Areal des heutigen Rathauses befand sich 1407 in der Hand der Salzburger Familie Keuzl. In diesem Jahr erwarb die Stadt den sogenannten Keuzlturm aus dem 12. Jahrhundert, der Teil der ersten Stadtmauer war, seine Wehrfunktion aber bereits verloren hatte. Die Konstruktion zu dem sechseckigen Aufbau mit darunterliegendem Glockenstuhl stammt, wie auch die Glocken selbst, aus dem 14. Jahrhundert. Das Rathaus wurde 1510 bis 1523 ausgebaut. Obwohl es Verwaltungszentrum war, wurden große Teile des dreistöckigen Gebäudes vermietet. Die heutige Gestalt geht wesentlich auf die ab 1616 erfolgten Renovierung unter Bürgermeister Kaspar Haan zurück. Auch die Statue der Justizia wurde in diesem Jahr durch Johann Waldburger geschaffen. In den Jahren 1772 bis 1775 erhielt das Rathaus seine Rokoko-Fassade. Bis 1947 blieb das Rathaus Sitz des Bürgermeisters. Heute ist das Gebäude im Erdgeschoß von Geschäften, sonst von Magistratsabteilungen genutzt. 2011 bis 2012 erfolgte die Generalsanierung des Gebäudes durch die Architekten Max Rieder und Erich Wagner mit der Gestaltung des gläsern überdachten Innenhofes samt expressionistischer Treppenskulptur als neues Durchhaus zwischen Rudolfskai und Getreidegasse. | BDA-Hist.: Q19298960 Status: § 2a Stand der BDA-Liste: 2025-06-30 Name: Rathaus GstNr.: 22 Town hall, Salzburg |
| ja   | Datei hochladen | Salzburger Zwerge HERIS-ID: 36698 Objekt-ID: 35679                                                                                      | Reichenhaller Straße 16 Standort KG: Salzburg                    | Der Zwergerlgarten entstand nach 1690 und wurde als Teil des Mirabellgartens unter der Gesamtleitung von Johann Bernhard Fischer von Erlach errichtet (siehe auch Mirabellgarten#Zwergerlgarten). | BDA-Hist.: Q54316330 Status: Bescheid Stand der BDA-Liste: 2025-06-30 Name: Salzburger Zwerge GstNr.: 3081 Zwerge, Reichenhaller Straße 16, Salzburg |
| ja   | Datei hochladen | Villa Schmidt HERIS-ID: 36699 Objekt-ID: 35680                                                                                          | Reichenhaller Straße 24 Standort KG: Salzburg                    | | BDA-Hist.: Q37971626 Status: Bescheid Stand der BDA-Liste: 2025-06-30 Name: Villa Schmidt GstNr.: 3090/2 |
| ja   | Datei hochladen | Platzanlage Residenzplatz mit Residenz- bzw. Hofbrunnen HERIS-ID: 57535 Objekt-ID: 67718                                                | Residenzplatz Standort KG: Salzburg                              | → Hauptartikel : Residenzplatz (Salzburg) f1 | BDA-Hist.: Q875360 Status: Bescheid Stand der BDA-Liste: 2025-06-30 Name: Platzanlage Residenzplatz mit Residenz- bzw. Hofbrunnen GstNr.: 3695, 65 Residenzplatz (Salzburg) |
| ja   | Datei hochladen | Residenz Salzburg HERIS-ID: 46153 Objekt-ID: 47844                                                                                      | Residenzplatz 1 Standort KG: Salzburg                            | → Hauptartikel : Salzburger Residenz f1 | BDA-Hist.: Q875404 Status: Bescheid Stand der BDA-Liste: 2025-06-30 Name: Residenz Salzburg GstNr.: 3, 4/2, 4/1, 5, 4/3 Salzburg Residence |
| ja   | Datei hochladen | Bürgerhaus HERIS-ID: 36702 Objekt-ID: 35683                                                                                             | Residenzplatz 2 Standort KG: Salzburg                            | Das fünfgeschoßige Bürgerhaus ist im Kern spätmittelalterlich. In den Obergeschoßen wurden mehrere spätgotische Fenstergewände freigelegt. | BDA-Hist.: Q37971641 Status: Bescheid Stand der BDA-Liste: 2025-06-30 Name: Bürgerhaus GstNr.: 41 |
| ja   | Datei hochladen | Bürgerhaus HERIS-ID: 36703 Objekt-ID: 35684                                                                                             | Residenzplatz 3 Standort KG: Salzburg                            | Das Marmorportal des fünfgeschoßigen Bürgerhauses stammt aus der Zeit um 1740. Die Fensterumrahmungen entstanden in der 1. Hälfte des 19. Jahrhunderts. | BDA-Hist.: Q37971651 Status: Bescheid Stand der BDA-Liste: 2025-06-30 Name: Bürgerhaus GstNr.: 42 |
| ja   | Datei hochladen | Wohn- und Geschäftshaus HERIS-ID: 36704 Objekt-ID: 35685                                                                                | Residenzplatz 4 Standort KG: Salzburg                            | Das fünfgeschoßige Bürgerhaus mit schmalem Rundbogenportal und Hohlkehlenabschluss stammt in der Bausubstanz aus dem 16. und 17. Jahrhundert. | BDA-Hist.: Q37971662 Status: Bescheid Stand der BDA-Liste: 2025-06-30 Name: Wohn- und Geschäftshaus GstNr.: 43 |
| ja   | Datei hochladen | Bürgerhaus, Benefiziatenhaus HERIS-ID: 43785 Objekt-ID: 44463                                                                           | Residenzplatz 6 Standort KG: Salzburg                            | Die Fensterumrahmungen des fünfgeschoßigen Bürgerhauses stammen aus der 2. Hälfte des 19. Jahrhunderts. | BDA-Hist.: Q38005083 Status: Bescheid Stand der BDA-Liste: 2025-06-30 Name: Bürgerhaus, Benefiziatenhaus GstNr.: 62 |
| ja   | Datei hochladen | Kath. Filialkirche, Michaelskirche HERIS-ID: 36701 Objekt-ID: 35682                                                                     | Residenzplatz 8 Standort KG: Salzburg                            | Die im Kern mittelalterliche Saalkirche mit einem Dachreiter im Osten wurde zuletzt in den Jahren 1767 bis 1776 spätbarock umgebaut. Durch den eingeschoßigen Anbau mit Vorhalle und Sakristei ist die Kirche in die Häuserflucht des Residenzplatzes eingebunden. Die Gewölbestukkaturen und Fresken im Inneren stammen aus der Zeit um 1770. Der Marmorhochaltar aus der Mitte des 17. Jahrhunderts wurde um 1770 verändert. | BDA-Hist.: Q1930208 Status: § 2a Stand der BDA-Liste: 2025-06-30 Name: Kath. Filialkirche, Michaelskirche GstNr.: 66 Michaelskirche (Salzburg) |
| ja   | Datei hochladen | Neue Residenz HERIS-ID: 53077 Objekt-ID: 60861                                                                                          | Residenzplatz 9 Standort KG: Salzburg                            | → Hauptartikel : Neue Residenz (Salzburg) f1 | BDA-Hist.: Q1979726 Status: § 2a Stand der BDA-Liste: 2025-06-30 Name: Neue Residenz GstNr.: 256 Neue Residenz (Salzburg) |
| ja   | Datei hochladen | ehem. Wohnanlage der Wehrkreisverwaltung XVIII HERIS-ID: 75867 Objekt-ID: 89374                                                         | Rosengasse 6 bis 12 Standort KG: Salzburg                        | | BDA-Hist.: Q38141018 Status: § 2a Stand der BDA-Liste: 2025-06-30 Name: ehem. Wohnanlage der Wehrkreisverwaltung XVIII GstNr.: 3492/101 Ehemalige Wohnanlage Wehrkreisverwaltung XVIII |
| ja   | Datei hochladen | Daghofer Kapelle und Bildstock HERIS-ID: 62130 Objekt-ID: 74652                                                                         | Rudolf-Biebl-Straße 1 Standort KG: Salzburg                      | | BDA-Hist.: Q38098841 Status: Bescheid Stand der BDA-Liste: 2025-06-30 Name: Daghofer Kapelle und Bildstock GstNr.: 3286/1 Daghoferkapelle und Bildstock |
| ja   | Datei hochladen | Wohnhaus HERIS-ID: 36708 Objekt-ID: 35689                                                                                               | Rudolfskai 40 Standort KG: Salzburg                              | | BDA-Hist.: Q37971703 Status: § 2a Stand der BDA-Liste: 2025-06-30 Name: Wohnhaus GstNr.: 2002/1 |
| ja   | Datei hochladen | Schule, ursprüngl. Teil d. ehem. k.k. Staatsgewerbeschule (später HTBLA), nunmehr Universität Salzburg HERIS-ID: 36706 Objekt-ID: 35687 | Rudolfskai 42 Standort KG: Salzburg                              | | BDA-Hist.: Q125749065 Status: Bescheid Stand der BDA-Liste: 2025-06-30 Name: Schule, ursprüngl. Teil d. ehem. k.k. Staatsgewerbeschule (später HTBLA) GstNr.: 2003/1 Gewerbeschule Salzburg |
| ja   | Datei hochladen | ehem. k.k Landesgerichtsgebäude und Gefangenenhaus HERIS-ID: 43557 Objekt-ID: 44160                                                     | Rudolfsplatz 2 Standort KG: Salzburg                             | Das fünfseitige Justizgebäude mit neobarocken Fassaden stammt aus dem Jahr 1909. | BDA-Hist.: Q38003885 Status: Bescheid Stand der BDA-Liste: 2025-06-30 Name: ehem. k.k Landesgerichtsgebäude und Gefangenenhaus GstNr.: 2006 Landesgerichtsgebäude Salzburg |
| ja   | Datei hochladen | Figurenbildstock hl. Johannes Nepomuk HERIS-ID: 75846 Objekt-ID: 89353                                                                  | Salzachgässchen, Ecke Franz-Josefs-Kai 25a Standort KG: Salzburg | Die Statue des Johann Nepomuk stammt von Josef Anton Pfaffinger. Sie wurde 1736 am Brückenkopf der alten Hauptbrücke über die Salzach beim Rathaus aufgestellt. Im Zuge der Uferregulierung wurde sie 1863 nach Mülln versetzt. An Stelle der Kugeln auf den seitwärts der Figur sich befindlichen Pyramiden sollten der Legende gemäß eigentlich goldene Sterne angebracht sein. | BDA-Hist.: Q38140905 Status: § 2a Stand der BDA-Liste: 2025-06-30 Name: Figurenbildstock hl. Johannes Nepomuk GstNr.: 3234/1 Figurenbildstock hl. Johannes Nepomuk, Franz-Josef-Kai (Salzburg) |
| ja   | Datei hochladen | Mutterhaus der Barmherzigen Schwestern mit Kirche HERIS-ID: 57592 Objekt-ID: 67794                                                      | Salzachgässchen 3 Standort KG: Salzburg                          | Ansiedlung der Barmherzigen Schwestern (Töchter der Christlichen Liebe) vom hl. Vinzenz von Paul (1844, zuerst Mutterhaus in Schwarzach, 1851 Salzburg). 1863 Kirche und Haus eingeweiht, umfasst Haus St. Maria, Haus St. Luise und Klosterkirche zum hl. Vinzenz von Paul. Salzburg war bis 2004 Provinzialat, ehe dieses nach Graz übertragen wurde. | BDA-Hist.: Q26896797 Status: § 2a Stand der BDA-Liste: 2025-06-30 Name: Mutterhaus der Barmherzigen Schwestern hll. Andreas und Michael mit Kirche GstNr.: 3234/1 |
| ja   | Datei hochladen | Doppelkruzifix HERIS-ID: 68168 Objekt-ID: 81170                                                                                         | bei Schallmooser Hauptstraße 34 Standort KG: Salzburg            | Das Doppelkruzifix stammt aus dem frühen 16. Jahrhundert. An beiden Seiten des Kruzifixes sind Christusdarstellungen angebracht. Es erinnert an die frühere Richtstätte, an der bis 1599 alle Exekutionen durchgeführt wurden. Bis 1820 fanden hier noch militärische Sanktionen wie Spießrutenlaufen oder Hinrichtungen statt. Am 1. August 1808 kam es hier zu einer missglückten Hinrichtung durch den Scharfrichter Franz Josef Wohlmut, bei der der Galgenstrick riss und der Delinquent abstürzte. Während anderswo unter solchen Umständen der Verurteilte freigekommen wäre, wurde er hier ein zweites Mal (und eben erfolgreich) aufgehängt. | BDA-Hist.: Q38118930 Status: § 2a Stand der BDA-Liste: 2025-06-30 Name: Doppelkruzifix GstNr.: 1714 Doppelkruzifix (Salzburg) |
| ja   | Datei hochladen | Bürgerhaus, Martinihaus (Gasthaus zur Glocke) HERIS-ID: 45983 Objekt-ID: 47581                                                          | Schanzlgasse 2 Standort KG: Salzburg                             | Das viergeschoßige Bürgerhaus stammt in der Bausubstanz aus dem 16. und 17. Jahrhundert. Die Fassadengestaltung entstand Ende des 18. Jahrhunderts. | BDA-Hist.: Q38018407 Status: Bescheid Stand der BDA-Liste: 2025-06-30 Name: Bürgerhaus, Martinihaus (Gasthaus zur Glocke) GstNr.: 179 Schanzlgasse, Salzburg |
| ja   | Datei hochladen | Bürgerhaus, Bierführerhaus HERIS-ID: 44302 Objekt-ID: 45079                                                                             | Schanzlgasse 4 Standort KG: Salzburg                             | | BDA-Hist.: Q38007932 Status: Bescheid Stand der BDA-Liste: 2025-06-30 Name: Bürgerhaus, Bierführerhaus GstNr.: 178 Schanzlgasse, Salzburg |
| ja   | Datei hochladen | Bürgerhaus, Eggerstöckl HERIS-ID: 44198 Objekt-ID: 44902                                                                                | Schanzlgasse 6 Standort KG: Salzburg                             | Das aus der Straßenflucht deutlich zurückgesetzte Bürgerhaus mit Schopfwalmgiebel geht in der Bausubstanz ins späte Mittelalter zurück. Der ebenerdige Vorbau wurde später angefügt. | BDA-Hist.: Q38007482 Status: Bescheid Stand der BDA-Liste: 2025-06-30 Name: Bürgerhaus, Eggerstöckl GstNr.: 175/1 Schanzlgasse, Salzburg |
| ja   | Datei hochladen | Bürgerhaus, Friesacherhaus HERIS-ID: 43575 Objekt-ID: 44197                                                                             | Schanzlgasse 8 Standort KG: Salzburg                             | Das fünfgeschoßige Bürgerhaus stammt in der Bausubstanz aus dem 16. und 17. Jahrhundert. Die Fassadengestaltung entstand Ende des 18. Jahrhunderts. | BDA-Hist.: Q38003990 Status: Bescheid Stand der BDA-Liste: 2025-06-30 Name: Bürgerhaus, Friesacherhaus GstNr.: 174/2 Schanzlgasse 8, Salzburg |
| ja   | Datei hochladen | Bürgerhaus, Schmied- oder Knollhaus HERIS-ID: 43592 Objekt-ID: 44215                                                                    | Schanzlgasse 10 Standort KG: Salzburg                            | | BDA-Hist.: Q38004114 Status: Bescheid Stand der BDA-Liste: 2025-06-30 Name: Bürgerhaus, Schmied- oder Knollhaus GstNr.: 172 Schanzlgasse, Salzburg |
| ja   | Datei hochladen | Bürgerhaus, Stab- und Glockengießerhaus HERIS-ID: 44199 Objekt-ID: 44903                                                                | Schanzlgasse 12 Standort KG: Salzburg                            | | BDA-Hist.: Q38007493 Status: Bescheid Stand der BDA-Liste: 2025-06-30 Name: Bürgerhaus, Stab- und Glockengießerhaus GstNr.: 171 Schanzlgasse 12 (Glockengießerhaus), Salzburg |
| ja   | Datei hochladen | ehem. Nonntaler Tor HERIS-ID: 53080 Objekt-ID: 60865                                                                                    | Schanzlgasse 14 Standort KG: Salzburg                            | | BDA-Hist.: Q38055641 Status: § 2a Stand der BDA-Liste: 2025-06-30 Name: ehem. Nonntaler Tor GstNr.: 170 Nonntaler Tor |
| ja   | Datei hochladen | Miethaus, sog. Bazar-Gebäude HERIS-ID: 46300 Objekt-ID: 48071                                                                           | Schwarzstraße 1, 3 Standort KG: Salzburg                         | Der pittoreske Bau wurde 1901–1906 von Jakob Ceconi für das Bankhaus Spängler & Co. erbaut. | BDA-Hist.: Q812655 Status: Bescheid Stand der BDA-Liste: 2025-06-30 Name: Miethaus, sog. Bazar-Gebäude GstNr.: 849, 848 Bazargebäude (Salzburg) |
| ja   | Datei hochladen | ehem. Kreuzwirtshaus HERIS-ID: 45649 Objekt-ID: 47029                                                                                   | Schwarzstraße 4 Standort KG: Salzburg                            | Das fünfgeschoßige Gebäude ist im Kern mittelalterlich. Das Marmorportal wurde um 1600 geschaffen. | BDA-Hist.: Q38017172 Status: Bescheid Stand der BDA-Liste: 2025-06-30 Name: ehem. Kreuzwirtshaus GstNr.: 840 Schwarzstraße 4, Salzburg |
| ja   | Datei hochladen | Bürgerhaus, Arkadenhof HERIS-ID: 57539 Objekt-ID: 67722                                                                                 | Schwarzstraße 6 Standort KG: Salzburg                            | Das fünfgeschoßige Bürgerhaus ist im Kern mittelalterlich und wurde Ende des 19. Jahrhunderts umgebaut. Die historistische Fassade wurde im 20. Jahrhundert wieder abgeschlagen. | BDA-Hist.: Q38077172 Status: Bescheid Stand der BDA-Liste: 2025-06-30 Name: Bürgerhaus, Arkadenhof GstNr.: 841 Schwarzstraße 6, Salzburg |
| ja   | Datei hochladen | Bürgerhaus HERIS-ID: 36707 Objekt-ID: 35688                                                                                             | Schwarzstraße 13 Standort KG: Salzburg                           | Das strenghistoristische viergeschoßige Gebäude mit Neorenaissancefassaden wurde 1872/73 errichtet. | BDA-Hist.: Q37971691 Status: Bescheid Stand der BDA-Liste: 2025-06-30 Name: Bürgerhaus GstNr.: 968 Schwarzstraße 13, Salzburg |
| ja   | Datei hochladen | Bürgerhaus samt Salettl/Sulfer=Sülferlgarten HERIS-ID: 45373 Objekt-ID: 46687                                                           | Schwarzstraße 16 Standort KG: Salzburg                           | Das breitgelagerte dreigeschoßige Bürgerhaus stammt aus dem 18. Jahrhundert. | BDA-Hist.: Q38015376 Status: Bescheid Stand der BDA-Liste: 2025-06-30 Name: Bürgerhaus samt Salettl/Sulfer=Sülferlgarten GstNr.: 856, 855 Schwarzstraße 16, Salzburg |
| ja   | Datei hochladen | Landestheater HERIS-ID: 53189 Objekt-ID: 60988                                                                                          | Schwarzstraße 22 Standort KG: Salzburg                           | → Hauptartikel : Salzburger Landestheater f1 | BDA-Hist.: Q1691028 Status: § 2a Stand der BDA-Liste: 2025-06-30 Name: Landestheater GstNr.: 959 Salzburger Landestheater |
| ja   | Datei hochladen | Instituts- und Theatergebäude (Marionettentheater und Kammerspiele) HERIS-ID: 45294 Objekt-ID: 46522                                    | Schwarzstraße 24 Standort KG: Salzburg                           | Das nunmehrige Gebäude des Salzburger Marionettentheaters wurde 1891 von Carl Demel erbaut und kurze Zeit später zum Hotel Mirabell umgebaut. Als Theatergebäude fungiert es seit 1970. | BDA-Hist.: Q2215994 Status: Bescheid Stand der BDA-Liste: 2025-06-30 Name: Instituts- und Theatergebäude, (Marionettentheater und Kammerspiele) GstNr.: 957 Salzburger Marionettentheater und Kammerspiele (Hotel Mirabell), Salzburg |
| ja   | Datei hochladen | Mozarteum mit Pavillon HERIS-ID: 45293 Objekt-ID: 46521                                                                                 | Schwarzstraße 26, 28 Standort KG: Salzburg                       | Der neobarocke Gebäudekomplex besteht aus dem Sitz der Stiftung Mozarteum und dem Großen Saal. Er wurde 1914 von Richard Berndl erbaut. | BDA-Hist.: Q66507250 Status: Bescheid Stand der BDA-Liste: 2025-06-30 Name: Mozarteum mit Pavillon GstNr.: 976/1, 979 Mozarteum Schwarzstraße |
| ja   | Datei hochladen | Villa Dworzak HERIS-ID: 40582 Objekt-ID: 40547                                                                                          | Schwarzstraße 27 Standort KG: Salzburg                           | Die späthistoristische Villa mit dem markanten turmartigen Erker wurde 1883 von Georg Hausmann für seine Tochter und seinen Schwiegersohn erbaut. In dem Haus befindet sich z. Zt. das Honorarkonsulat der Mongolei in Salzburg. Der Amtsbereich des Honorarkonsuls umfasst Salzburg und Tirol. | BDA-Hist.: Q37995340 Status: Bescheid Stand der BDA-Liste: 2025-06-30 Name: Villa Dworzak GstNr.: 996 Schwarzstraße 27, Salzburg |
| ja   | Datei hochladen | Gründerzeit Wohnhaus/ehem. Pferdestallung HERIS-ID: 56478 Objekt-ID: 65937                                                              | Schwarzstraße 30 Standort KG: Salzburg                           | In dem Gebäude befindet sich nach seiner Renovierung eine Niederlassung der Deutschen Bank. | BDA-Hist.: Q38072675 Status: Bescheid Stand der BDA-Liste: 2025-06-30 Name: Gründerzeit Wohnhaus/ehem. Pferdestallung GstNr.: 983 |
| ja   | Datei hochladen | Wohnhaus HERIS-ID: 75845 Objekt-ID: 89352                                                                                               | Nebenhaus von Sebastian-Stief-Gasse 2 Standort KG: Salzburg      | | BDA-Hist.: Q38140893 Status: § 2a Stand der BDA-Liste: 2025-06-30 Name: Wohnhaus GstNr.: 2002/2 |
| ja   | Datei hochladen | Bürgerhaus HERIS-ID: 41546 Objekt-ID: 42062                                                                                             | Sigmund-Haffner-Gasse 3 Standort KG: Salzburg                    | Das fünfgeschoßige Bürgerhaus ist im Kern spätmittelalterlich. Seine Fassade zur Sigmund-Haffner-Gasse weist ein spätgotisches Portal auf. | BDA-Hist.: Q38001614 Status: Bescheid Stand der BDA-Liste: 2025-06-30 Name: Bürgerhaus GstNr.: 15 |
| ja   | Datei hochladen | Bürgerhaus, Hotel Elefant HERIS-ID: 41545 Objekt-ID: 42061                                                                              | Sigmund-Haffner-Gasse 4 Standort KG: Salzburg                    | Ein Ausschank ist seit dem 15. Jahrhundert verbürgt. 1607 scheint Hanns Guetfertinger als Gastwirt auf, 1620 Michael Sauerwein. Ende des 18. Jahrhunderts setzt sich statt der Schenke „Zum Sauerwein“ die Bezeichnung „Zum Schwarzen Elephanten“ oder nur „Zum Elephanten“ durch. Anekdotenhaft geht dies auf Kaiser Maximilian II. und seine Gemahlin Maria von Spanien zurück, die von König Johann III. von Portugal zur Vermählung einen Elefanten namens Soliman zum Geschenk erhalten hatten und mit diesem auf der Heimreise auch in das damals salzburgische Mühldorf kamen, wobei der Salzburger Bürger Hans Goldseisen, der spätere Besitzer des Hauses Sigmund-Haffner Gasse 4, u. a. für die Betreuung des Tieres verantwortlich war. | BDA-Hist.: Q38001603 Status: Bescheid Stand der BDA-Liste: 2025-06-30 Name: Bürgerhaus, Hotel Elefant GstNr.: 340/1 Hotel Elefant (Salzburg) |
| ja   | Datei hochladen | Bürgerhaus, Haffnerhaus HERIS-ID: 41544 Objekt-ID: 42060                                                                                | Sigmund-Haffner-Gasse 6 Standort KG: Salzburg                    | Das viergeschoßige Bürgerhaus stammt in der Bausubstanz aus dem 16. Jahrhundert. Das korbbogige Marmorportal ist mit 1741 bezeichnet. | BDA-Hist.: Q38001592 Status: Bescheid Stand der BDA-Liste: 2025-06-30 Name: Bürgerhaus, Haffnerhaus GstNr.: 339 Sigmund-Haffner-Gasse 6, Salzburg |
| ja   | Datei hochladen | Bürgerhaus, Gusettihaus HERIS-ID: 36709 Objekt-ID: 35690                                                                                | Sigmund-Haffner-Gasse 7, 9 Standort KG: Salzburg                 | Das fünfgeschoßige Bürgerhaus mit spätgotischem Portal stammt in der Bausubstanz aus dem 16. Jahrhundert. Die schlichten Fensterumrahmungen zeigen Formen des 18. Jahrhunderts. | BDA-Hist.: Q37971713 Status: Bescheid Stand der BDA-Liste: 2025-06-30 Name: Bürgerhaus, Gusettihaus GstNr.: 11, 12 |
| ja   | Datei hochladen | Bürgerhaus, Gerstorfer- oder Schlossganglhaus HERIS-ID: 36710 Objekt-ID: 35691                                                          | Sigmund-Haffner-Gasse 8 Standort KG: Salzburg                    | Das Burgrecht für dieses Haus hatte das Stift St. Peter. 1377 im Besitz des Hans Szölet (Bürgermeister). Später im Eigentum des Venedig-Kaufmanns Ulrich Elsenhymer. 1523 wird das Haus Am Frongarten bezeichnet. Ab 1608 Lamberghaus mit dem Verwalter Virgil Claner. Arkadenhof Anfang 17. Jahrhundert entstanden, Bauherren waren Georg Sigmund von Lamberg und seine Ehefrau Johanna delle Scala, verwitwete Dietrichstein. Im Obergeschoß gedrehte spätgotische Säulen. | BDA-Hist.: Q37971724 Status: Bescheid Stand der BDA-Liste: 2025-06-30 Name: Bürgerhaus, Gerstorfer- oder Schlossganglhaus GstNr.: 338 Sigmund-Haffner-Gasse 8, Salzburg |
| ja   | Datei hochladen | Bürgerhaus, Ritzerbogenhaus HERIS-ID: 41576 Objekt-ID: 42099                                                                            | Sigmund-Haffner-Gasse 10 Standort KG: Salzburg                   | Erste Erwähnung aus dem Jahr 1294 als Robrecht Aufner das Haus kaufte. Arkadenhof 1555 entstanden, Bauherren waren Ludwig Alt d. J. und seine Ehefrau Regina Unterholzer, dann Katharina Praun und Sophie Rauchenberger. 1713 war das Haus die Pock'sche Behausung, ab 1775 Graf Thun'sches Haus. 1903 erwarben Otto Spinhirn und Adolf Stierle das Haus zu gleichen Teilen, in dem sich die seit 1882 bestehende Buchhandlung Höllrigl befindet. | BDA-Hist.: Q38001763 Status: Bescheid Stand der BDA-Liste: 2025-06-30 Name: Bürgerhaus, Ritzerbogenhaus GstNr.: 337 Sigmund-Haffner-Gasse 10, Salzburg |
| ja   | Datei hochladen | Bürgerhaus, Zipfer Bierhaus HERIS-ID: 36711 Objekt-ID: 35692                                                                            | Sigmund-Haffner-Gasse 12 Standort KG: Salzburg                   | Ursprünglich aus zwei Häusern bestehend, die 1365 dem Hanns Stölzel (Bürgermeister 1379) gehörten. Arkadenhof 1555 entstanden, Bauherren waren Ludwig Ritz, Pfleger von Laufen und Haunsperg, und seine Ehefrau Felicitas Elsenheimer. Im 19. Jahrhundert erhielt das Haus seine klassizistische Fassade. 1842 entstand hier ein Caféhaus, 1929 wurde von Otto Strohmayer eine Bierstube mit Holzkassettendecke eingerichtet. 1991/92 Renovierung mit teilweisem Rückbau des Arkadenhofes. | BDA-Hist.: Q37971734 Status: Bescheid Stand der BDA-Liste: 2025-06-30 Name: Bürgerhaus, Zipfer Bierhaus GstNr.: 336 Sigmund-Haffner-Gasse 12, Salzburg |
| ja   | Datei hochladen | Wohn- und Geschäftshaus HERIS-ID: 36712 Objekt-ID: 35693                                                                                | Sigmund-Haffner-Gasse 14 Standort KG: Salzburg                   | 1365 im Besitz von Peter Keuzl (Chautzl). Vierseitiger Arkadenhof um 1600 entstanden, Bauherren waren Georg Trauner von Adelstetteng und seine Ehefrau Juliana von Haunsperg. Vierflügelanlage aus der Zeit der Renaissance. Klassizistische Fassade seit 1800. | BDA-Hist.: Q37971744 Status: Bescheid Stand der BDA-Liste: 2025-06-30 Name: Wohn- und Geschäftshaus GstNr.: 335 |
| ja   | Datei hochladen | Franziskanerkirche Unsere Liebe Frau HERIS-ID: 59740 Objekt-ID: 71304                                                                   | Sigmund-Haffner-Gasse 15 Standort KG: Salzburg                   | → Hauptartikel : Franziskanerkirche (Salzburg) f1 | BDA-Hist.: Q1450274 Status: § 2a Stand der BDA-Liste: 2025-06-30 Name: Franziskanerkirche Unsere Liebe Frau GstNr.: 325 Franziskanerkirche (Salzburg) |
| ja   | Datei hochladen | Stadtpalais, Langenhof HERIS-ID: 36713 Objekt-ID: 35694                                                                                 | Sigmund-Haffner-Gasse 16 Standort KG: Salzburg                   | Die vierseitige Anlage des Langenhofs wurde um 1670 erbaut sowie um das Jahr 1800 neu fassadiert. Die viergeschoßigen Fassaden sind in der Höhe an die Nachbarhäuser angeglichen. | BDA-Hist.: Q37971754 Status: Bescheid Stand der BDA-Liste: 2025-06-30 Name: Stadtpalais, Langenhof GstNr.: 334 Sigmund-Haffner-Gasse 16, Salzburg |
| ja   | Datei hochladen | Wohn- und Geschäftshaus HERIS-ID: 41643 Objekt-ID: 42187                                                                                | Sigmund-Haffner-Gasse 18 Standort KG: Salzburg                   | Das Gebäude stand im Eigentum des Stifts St. Peter und wurde von diesem als fürstliches Lehen oder Beutellehen vergeben. Ab 1359 wohnten hier Ministeriale aus der Familie der Nußdorfer. Der Arkadenhof ist in den 1560er Jahren entstanden, Bauherren waren Christoph Perner und seine Ehefrau Sofie Bauernfeind. 1895 kam das Haus an Ida Rademann, geborene Pustet. Diese ließ das Haus von Jacob Ceconi umbauen. Heute ist hier das Zentrum ICT&S der Universität Salzburg untergebracht, das Gebäude wurde von Ursula Spannberger 2004 umfassend aber behutsam adaptiert. | BDA-Hist.: Q38001996 Status: Bescheid Stand der BDA-Liste: 2025-06-30 Name: Wohn- und Geschäftshaus GstNr.: 333 |
| ja   | Datei hochladen | Museum Rupertinum HERIS-ID: 59676 Objekt-ID: 71175                                                                                      | Sigmund-Haffner-Gasse 22 Standort KG: Salzburg                   | → Hauptartikel : Rupertinum f1 | BDA-Hist.: Q1571914 Status: § 2a Stand der BDA-Liste: 2025-06-30 Name: Museum Rupertinum GstNr.: 331 Museum der Moderne Rupertinum |
| ja   | Datei hochladen | Gesamtanlage Erzabtei St. Peter, Lodronsche Stadtbefestigung und archäologische Fundhoffnungsgebiete HERIS-ID: 87790 Objekt-ID: 102225  | St.-Peter-Bezirk 1 bis 10 Standort KG: Salzburg                  | Das 696 gegründete Stift St. Peter ist das älteste Kloster im deutschen Sprachraum. Es wurde Mitte des 18. Jahrhunderts barockisiert, enthält aber auch romanische und gotische Bauteile, insbesondere die romanische Mariazellerkapelle am Klosterfriedhof. Zu diesem Objekt gehört auch die unter Erzbischof Paris von Lodron im 17. Jahrhundert errichtete hier befindliche Stadtbefestigung. | BDA-Hist.: Q675735 Status: § 2a Stand der BDA-Liste: 2025-06-30 Name: Anlage Erzabtei St. Peter, Lodronsche Stadtbefestigungund und archäologische Fundhoffnungsgebiete GstNr.: 308, 309, 310, 311, 312, 313, 302, 303, 320, 314/1, 315, 316, 317, 318, 319, 321, 322, 327 Stift Sankt Peter |
| ja   | Datei hochladen | Villa Geppert HERIS-ID: 60095 Objekt-ID: 71967                                                                                          | Stauffenstraße 8a Standort KG: Salzburg                          | | BDA-Hist.: Q38090130 Status: Bescheid Stand der BDA-Liste: 2025-06-30 Name: Villa Geppert GstNr.: 1141/16 Stauffenstraße 8a (Villa Geppert), Salzburg |
| ja   | Datei hochladen | Bürgerhaus, Eliashaus HERIS-ID: 45450 Objekt-ID: 46788                                                                                  | Steingasse 1 Standort KG: Salzburg                               | Das fünfgeschoßige Bürgerhaus mit breit abgeschrägtem Segmentbogenportal und Hohlkehlenabschluss stammt in der Bausubstanz aus dem Spätmittelalter. | BDA-Hist.: Q38015935 Status: Bescheid Stand der BDA-Liste: 2025-06-30 Name: Bürgerhaus, Eliashaus GstNr.: 645 |
| ja   | Datei hochladen | Bürgerhaus, Schreiber- oder Putzenhaus, Siebenweiberhaus HERIS-ID: 45451 Objekt-ID: 46789                                               | Steingasse 3 Standort KG: Salzburg                               | | BDA-Hist.: Q38015945 Status: Bescheid Stand der BDA-Liste: 2025-06-30 Name: Bürgerhaus, Schreiber- oder Putzenhaus, Siebenweiberhaus GstNr.: 644 |
| ja   | Datei hochladen | Bürgerhaus, Faßbindermeisterhaus HERIS-ID: 45453 Objekt-ID: 46791                                                                       | Steingasse 5 Standort KG: Salzburg                               | Das fünfgeschoßige Bürgerhaus mit Dachspeicheröffnung und Grabendach ist mittelalterlichen Ursprungs. | BDA-Hist.: Q38015976 Status: Bescheid Stand der BDA-Liste: 2025-06-30 Name: Bürgerhaus, Faßbindermeisterhaus GstNr.: 643 |
| ja   | Datei hochladen | Bürgerhaus, Herzog Nessler-Haus, Joseph Mohr Geburtshaus HERIS-ID: 38937 Objekt-ID: 38573                                               | Steingasse 9 Standort KG: Salzburg                               | Das fünfgeschoßige, im Kern mittelalterliche Bürgerhaus weist heute Fensterumrahmungen aus der 2. Hälfte des 19. Jahrhunderts auf. | BDA-Hist.: Q37985639 Status: Bescheid Stand der BDA-Liste: 2025-06-30 Name: Bürgerhaus, Herzog Nessler-Haus, Josef Mohr Geburtshaus GstNr.: 636 Steingasse 9 (Salzburg) |
| ja   | Datei hochladen | Bürgerhaus, Zirklschmiedhaus HERIS-ID: 45457 Objekt-ID: 46795                                                                           | Steingasse 10 Standort KG: Salzburg                              | | BDA-Hist.: Q38016017 Status: Bescheid Stand der BDA-Liste: 2025-06-30 Name: Bürgerhaus, Zirklschmiedhaus GstNr.: 513 |
| ja   | Datei hochladen | Bürgerhaus, Binder- oder Weingartenhaus HERIS-ID: 45458 Objekt-ID: 46796                                                                | Steingasse 11 Standort KG: Salzburg                              | | BDA-Hist.: Q38016029 Status: Bescheid Stand der BDA-Liste: 2025-06-30 Name: Bürgerhaus, Binder- oder Weingartenhaus GstNr.: 635 |
| ja   | Datei hochladen | Bürgerhaus, (kleines) Binderhaus HERIS-ID: 36716 Objekt-ID: 35697                                                                       | Steingasse 13 Standort KG: Salzburg                              | Das zweiachsige Bürgerhaus mit gerader Stirnmauer wurde im spätgotischen Stil erbaut. | BDA-Hist.: Q37971786 Status: Bescheid Stand der BDA-Liste: 2025-06-30 Name: Bürgerhaus, (kleines) Binderhaus GstNr.: 634 |
| ja   | Datei hochladen | Bürgerhaus, Hußdorfer- oder Feilnerhaus HERIS-ID: 45460 Objekt-ID: 46799                                                                | Steingasse 15 Standort KG: Salzburg                              | | BDA-Hist.: Q38016050 Status: Bescheid Stand der BDA-Liste: 2025-06-30 Name: Bürgerhaus, Hußdorfer- oder Feilnerhaus GstNr.: 633 |
| ja   | Datei hochladen | Bürgerhaus, Görzerstöckl HERIS-ID: 45462 Objekt-ID: 46801                                                                               | Steingasse 16 Standort KG: Salzburg                              | | BDA-Hist.: Q38016081 Status: Bescheid Stand der BDA-Liste: 2025-06-30 Name: Bürgerhaus, Görzerstöckl GstNr.: 516, 519, 518, 517 |
| ja   | Datei hochladen | Bürgerhaus, Zimmermannhaus HERIS-ID: 45463 Objekt-ID: 46803                                                                             | Steingasse 17 Standort KG: Salzburg                              | Das dreiachsige Bürgerhaus mit Dachspeicheröffnung wurde im spätgotischen Stil erbaut. | BDA-Hist.: Q38016091 Status: Bescheid Stand der BDA-Liste: 2025-06-30 Name: Bürgerhaus, Zimmermannhaus GstNr.: 632 |
| ja   | Datei hochladen | Bürgerhaus, Schwersteinhaus / Farbenreiberhaus HERIS-ID: 45465 Objekt-ID: 46807                                                         | Steingasse 19 Standort KG: Salzburg                              | Das fünfgeschoßige Bürgerhaus weist ein schmales abgefastes Rundbogenportal sowie spätgotische Fenstergewände auf. | BDA-Hist.: Q38016109 Status: Bescheid Stand der BDA-Liste: 2025-06-30 Name: Bürgerhaus, Schwersteinhaus/Farbenreiberhaus GstNr.: 631 Steingasse 19, Salzburg |
| ja   | Datei hochladen | Bürgerhaus HERIS-ID: 36717 Objekt-ID: 35698                                                                                             | Steingasse 21 Standort KG: Salzburg                              | Das fünfgeschoßige Bürgerhaus mit schlichter Putzfassade und schmalen abgefasten Rundbogenportalen ist mit dem Steintor verbunden. | BDA-Hist.: Q37971797 Status: Bescheid Stand der BDA-Liste: 2025-06-30 Name: Bürgerhaus GstNr.: 630 |
| ja   | Datei hochladen | Bürgerhaus HERIS-ID: 45466 Objekt-ID: 46809                                                                                             | Steingasse 22 Standort KG: Salzburg                              | Das Haus war dienstbar an das Bruderhaus St. Sebastian. 1471 verkaufte Georg Leyminger Haus und Hofstatt an Ludwig Stupper. Arkadenhof Anfang der 1560er Jahre bzw. 1572 entstanden, Bauherren waren Andreas Kirchperger bzw. Anton Schenleben (Schönsleben). Verwendung als Gerberhaus. 1967 Sanierung des einsturzgefährdeten Baus. | BDA-Hist.: Q38016119 Status: Bescheid Stand der BDA-Liste: 2025-06-30 Name: Bürgerhaus GstNr.: 523/1 |
| ja   | Datei hochladen | Stadttor, Inneres Steintor HERIS-ID: 36718 Objekt-ID: 35699                                                                             | Steingasse 23 Standort KG: Salzburg                              | Zwischen 1280 und 1290 unter Erzbischof Friedrich II. errichtet und 1634 unter Paris Lodron erneuert. | BDA-Hist.: Q37971808 Status: Bescheid Stand der BDA-Liste: 2025-06-30 Name: Stadttor, Inneres Steintor GstNr.: 629 Inneres Steintor |
| ja   | Datei hochladen | Bürgerhaus HERIS-ID: 45474 Objekt-ID: 46823                                                                                             | Steingasse 24 Standort KG: Salzburg                              | Das kleine dreigeschoßige Bürgerhaus stammt im Kern aus dem 15. Jahrhundert und erhielt seine heutige Fassade im 19. Jahrhundert. | BDA-Hist.: Q38016161 Status: Bescheid Stand der BDA-Liste: 2025-06-30 Name: Bürgerhaus GstNr.: 524/1 |
| ja   | Datei hochladen | Bürgerhaus, Nagelschmiedhaus HERIS-ID: 36719 Objekt-ID: 35700                                                                           | Steingasse 27 Standort KG: Salzburg                              | | BDA-Hist.: Q37971822 Status: Bescheid Stand der BDA-Liste: 2025-06-30 Name: Bürgerhaus, Nagelschmiedhaus GstNr.: 623 |
| ja   | Datei hochladen | Bürgerhaus HERIS-ID: 45477 Objekt-ID: 46831                                                                                             | Steingasse 29 Standort KG: Salzburg                              | Das fünfgeschoßige Bürgerhaus mit Plattendekor an der Fassade stammt im Kern aus dem Spätmittelalter. Sein Portal ist mit 1803 bezeichnet. | BDA-Hist.: Q38016186 Status: Bescheid Stand der BDA-Liste: 2025-06-30 Name: Bürgerhaus GstNr.: 622 |
| ja   | Datei hochladen | Bürgerhaus, Weber Gruberhaus HERIS-ID: 45479 Objekt-ID: 46839                                                                           | Steingasse 33 Standort KG: Salzburg                              | | BDA-Hist.: Q38016206 Status: Bescheid Stand der BDA-Liste: 2025-06-30 Name: Bürgerhaus, Weber Gruberhaus GstNr.: 618 |
| ja   | Datei hochladen | Bürgerhaus, Kahsbacher-Weberhaus HERIS-ID: 45481 Objekt-ID: 46841                                                                       | Steingasse 35 Standort KG: Salzburg                              | | BDA-Hist.: Q38016229 Status: Bescheid Stand der BDA-Liste: 2025-06-30 Name: Bürgerhaus, Kahsbacher-Weberhaus GstNr.: 617 |
| ja   | Datei hochladen | Bürgerhaus, Kendlerbehausung / Burgrechtshaus HERIS-ID: 45482 Objekt-ID: 46843                                                          | Steingasse 37 Standort KG: Salzburg                              | Das Bürgerhaus mit gestufter Front und Rundbogenportal stammt im Kern aus dem 15. und 16. Jahrhundert. | BDA-Hist.: Q38016242 Status: Bescheid Stand der BDA-Liste: 2025-06-30 Name: Bürgerhaus, Kendlerbehausung/Burgrechtshaus GstNr.: 614 |
| ja   | Datei hochladen | Bürgerhaus, Zimmermann-Leitlhaus HERIS-ID: 45483 Objekt-ID: 46844                                                                       | Steingasse 39 Standort KG: Salzburg                              | | BDA-Hist.: Q38016252 Status: Bescheid Stand der BDA-Liste: 2025-06-30 Name: Bürgerhaus, Zimmermann-Leitlhaus GstNr.: 613 |
| ja   | Datei hochladen | Bürgerhaus, Zainingerhaus/Neues Häusel am Imberg (1600) HERIS-ID: 45486 Objekt-ID: 46847                                                | Steingasse 41 Standort KG: Salzburg                              | | BDA-Hist.: Q38016273 Status: Bescheid Stand der BDA-Liste: 2025-06-30 Name: Bürgerhaus, Zainingerhaus/Neues Häusel am Imberg (1600) GstNr.: 612 |
| ja   | Datei hochladen | Bürgerhaus, Badermündlbehausung HERIS-ID: 45492 Objekt-ID: 46855                                                                        | Steingasse 43 Standort KG: Salzburg                              | Das viergeschoßige Bürgerhaus mit Grabendach ist im Kern spätmittelalterlich und weist im 1. und 2. Obergeschoß teilweise noch spätgotische Fenstergewände auf. | BDA-Hist.: Q38016317 Status: Bescheid Stand der BDA-Liste: 2025-06-30 Name: Bürgerhaus, Badermündlbehausung GstNr.: 604, 605 |
| ja   | Datei hochladen | Bürgerhaus HERIS-ID: 45494 Objekt-ID: 46857                                                                                             | Steingasse 45 Standort KG: Salzburg                              | | BDA-Hist.: Q38016337 Status: Bescheid Stand der BDA-Liste: 2025-06-30 Name: Bürgerhaus GstNr.: 603 |
| ja   | Datei hochladen | Bürgerhaus, sog. Weinkamerhaus HERIS-ID: 36720 Objekt-ID: 35701                                                                         | Steingasse 46 Standort KG: Salzburg                              | | BDA-Hist.: Q37971833 Status: Bescheid Stand der BDA-Liste: 2025-06-30 Name: Bürgerhaus GstNr.: 539/1 Steingasse 46, Salzburg |
| ja   | Datei hochladen | Bürgerhaus, Zimmermeisterhaus HERIS-ID: 45496 Objekt-ID: 46859                                                                          | Steingasse 51 Standort KG: Salzburg                              | | BDA-Hist.: Q38016354 Status: Bescheid Stand der BDA-Liste: 2025-06-30 Name: Bürgerhaus, Zimmermeisterhaus GstNr.: 597 |
| ja   | Datei hochladen | Bürgerhaus, Stöcklschneiderhaus HERIS-ID: 45497 Objekt-ID: 46860                                                                        | Steingasse 53 Standort KG: Salzburg                              | | BDA-Hist.: Q38016365 Status: Bescheid Stand der BDA-Liste: 2025-06-30 Name: Bürgerhaus, Stöcklschneiderhaus GstNr.: 594 Steingasse 53, Salzburg |
| ja   | Datei hochladen | Villa HERIS-ID: 45498 Objekt-ID: 46861                                                                                                  | Steingasse 54 Standort KG: Salzburg                              | | BDA-Hist.: Q38016376 Status: Bescheid Stand der BDA-Liste: 2025-06-30 Name: Villa GstNr.: 577/1 |
| ja   | Datei hochladen | Bürgerhaus, Bortenmacherhaus HERIS-ID: 45499 Objekt-ID: 46862                                                                           | Steingasse 55 Standort KG: Salzburg                              | | BDA-Hist.: Q38016386 Status: Bescheid Stand der BDA-Liste: 2025-06-30 Name: Bürgerhaus, Bortenmacherhaus GstNr.: 593 |
| ja   | Datei hochladen | Bürgerhaus HERIS-ID: 45500 Objekt-ID: 46863                                                                                             | Steingasse 59 Standort KG: Salzburg                              | Das fünfgeschoßige Handwerkerhaus stammt aus dem 16. Jahrhundert. | BDA-Hist.: Q38016397 Status: Bescheid Stand der BDA-Liste: 2025-06-30 Name: Bürgerhaus GstNr.: 589 |
| ja   | Datei hochladen | Bürgerhaus, Weber-Huberhaus HERIS-ID: 45501 Objekt-ID: 46864                                                                            | Steingasse 61 Standort KG: Salzburg                              | Das fünfgeschoßige Handwerkerhaus stammt aus dem 16. Jahrhundert. | BDA-Hist.: Q38016405 Status: Bescheid Stand der BDA-Liste: 2025-06-30 Name: Bürgerhaus, Weber-Huberhaus GstNr.: 588 |
| ja   | Datei hochladen | Bürgerhaus, Nonbergmeßnerhaus HERIS-ID: 45502 Objekt-ID: 46865                                                                          | Steingasse 63 Standort KG: Salzburg                              | Das fünfgeschoßige Handwerkerhaus stammt aus dem 16. Jahrhundert. | BDA-Hist.: Q38016412 Status: Bescheid Stand der BDA-Liste: 2025-06-30 Name: Bürgerhaus, Nonbergmeßnerhaus GstNr.: 587 |
| ja   | Datei hochladen | Bürgerhaus, Haus der Steinmetz-, Maurer- und Zimmerleutzeche HERIS-ID: 45503 Objekt-ID: 46866                                           | Steingasse 65 Standort KG: Salzburg                              | Das viergeschoßige Handwerkerhaus stammt aus dem 16. Jahrhundert. | BDA-Hist.: Q38016422 Status: Bescheid Stand der BDA-Liste: 2025-06-30 Name: Bürgerhaus, Haus der Steinmetz-, Maurer- und Zimmerleutzeche GstNr.: 586 Steingasse 65, Salzburg |
| ja   | Datei hochladen | Bürgerhaus, Hafnerhaus HERIS-ID: 45504 Objekt-ID: 46867                                                                                 | Steingasse 67 Standort KG: Salzburg                              | Das viergeschoßige Handwerkerhaus stammt aus dem 16. Jahrhundert. | BDA-Hist.: Q38016431 Status: Bescheid Stand der BDA-Liste: 2025-06-30 Name: Bürgerhaus, Hafnerhaus GstNr.: 583 Steingasse 67, Salzburg |
| ja   | Datei hochladen | Bürgerhaus, Mauthaus HERIS-ID: 45505 Objekt-ID: 46868                                                                                   | Steingasse 69 Standort KG: Salzburg                              | | BDA-Hist.: Q38016442 Status: Bescheid Stand der BDA-Liste: 2025-06-30 Name: Bürgerhaus, Mauthaus GstNr.: 581 |
| ja   | Datei hochladen | Engelwirtbrunnen HERIS-ID: 45508 Objekt-ID: 46871                                                                                       | bei Steingasse 71 Standort KG: Salzburg                          | Der Engelwirtsbrunnen wurde 1696 von Johann Ernst von Thun beauftragt und vom Bildhauer Andreas Götzinger geschaffen. Ursprünglich stand der Brunnen bei der alten St.-Andreas-Kirche in der Linzergasse, übersiedelte 1751 zum Engelwirt, bis er dort dem Verkehr zunehmend im Wege war und 1890 an die heutige Stelle verlegt wurde. | BDA-Hist.: Q55115495 Status: Bescheid Stand der BDA-Liste: 2025-06-30 Name: Engelwirtbrunnen GstNr.: 3855/1 Engelwirtbrunnen |
| ja   | Datei hochladen | Ansitz Eitzenbergerhof, Maßenhof HERIS-ID: 52975 Objekt-ID: 60745seit 2014                                                              | Strubergasse 23 Standort KG: Salzburg                            | → Hauptartikel : Eizenbergerhof f1 | BDA-Hist.: Q1865150 Status: Bescheid Stand der BDA-Liste: 2025-06-30 Name: Ansitz Eitzenbergerhof, Maßenhof GstNr.: 3349 Eizenbergerhof |
| ja   | Datei hochladen | Hauptbahnhof Salzburg, Aufnahmegebäude, Mittelbahnsteig HERIS-ID: 45897 Objekt-ID: 47420                                                | Südtiroler Platz 1 Standort KG: Salzburg                         | Der Bahnhof wurde 1860 eröffnet, aus dieser Zeit stammt auch der Kern des Aufnahmsgebäudes. 1906–1909 erfolgte ein großangelegter Umbau, durch den das Aufnahmsgebäude Jugendstildekor und der Bahnhof den überdachten Zentralperron erhielt. | BDA-Hist.: Q125760069 Status: Bescheid Stand der BDA-Liste: 2025-06-30 Name: Hauptbahnhof Salzburg, Aufnahmegebäude, Mittelbahnsteig GstNr.: 1262, 1089/1 Station building of Salzburg Hauptbahnhof |
| ja   | Datei hochladen | Alte Universität HERIS-ID: 53308 Objekt-ID: 61206                                                                                       | Universitätsplatz 1 Standort KG: Salzburg                        | → Hauptartikel : Alte Universität (Salzburg) f1 | BDA-Hist.: Q20754305 Status: Bescheid Stand der BDA-Liste: 2025-06-30 Name: Alte Universität GstNr.: 371, 372 Alte Universität (Salzburg) |
| ja   | Datei hochladen | Schillerdenkmal HERIS-ID: 22459 Objekt-ID: 18792                                                                                        | Universitätsplatz 1 Standort KG: Salzburg                        | Die Statue des seit 1941 an diesem Platz stehenden Schiller-Denkmals wurde im Jahr 1859 modelliert. | BDA-Hist.: Q37869655 Status: Bescheid Stand der BDA-Liste: 2025-06-30 Name: Schillerdenkmal GstNr.: 373 Schillerdenkmal (Salzburg) |
| ja   | Datei hochladen | Wohn- und Geschäftshaus HERIS-ID: 36721 Objekt-ID: 35702                                                                                | Universitätsplatz 6 Standort KG: Salzburg                        | Die Hausanlage wurde ab der 2. Hälfte des 16. Jahrhunderts errichtet. Die breite neunachsige Fassade zum Universitätsplatz entstand wahrscheinlich um 1700. | BDA-Hist.: Q37971843 Status: Bescheid Stand der BDA-Liste: 2025-06-30 Name: Wohn- und Geschäftshaus GstNr.: 357/2 Universitätsplatz 6, Salzburg |
| ja   | Datei hochladen | Bürgerhaus HERIS-ID: 41705 Objekt-ID: 42256                                                                                             | Universitätsplatz 9 Standort KG: Salzburg                        | 1385 wird das Burgrecht über dieses Haus für St. Peter erwähnt. Bewohnt von Martin Aufner (Bürgermeister und Richter). Arkadenhof 1550 entstanden, Bauherren waren vermutlich Marx Thenn und seine Ehefrau Barbara Alt. Nach Bauplänen von 1858 beherbergte das Gebäude die Bergdirektion. Die Fassade wurde um 1930 historisierend mit geohrten und geschweiften Rahmungen renoviert. | BDA-Hist.: Q38002381 Status: Bescheid Stand der BDA-Liste: 2025-06-30 Name: Bürgerhaus GstNr.: 352 Universitätsplatz 9, Salzburg |
| ja   | Datei hochladen | Bürgerhaus, Hinterhaus des Schrankenbäckerhauses HERIS-ID: 41099 Objekt-ID: 41532                                                       | Universitätsplatz 13 Standort KG: Salzburg                       | Das viergeschoßige Bürgerhaus stammt im Kern aus dem 16. Jahrhundert und erhielt die Fensterumrahmungen im 19. Jahrhundert. | BDA-Hist.: Q37998070 Status: Bescheid Stand der BDA-Liste: 2025-06-30 Name: Bürgerhaus, Hinterhaus des Schrankenbäckerhauses GstNr.: 348 |
| ja   | Datei hochladen | Kath. Pfarrkirche, Kollegienkirche, Universitätskirche HERIS-ID: 60127 Objekt-ID: 72032                                                 | Universitätsplatz 20 Standort KG: Salzburg                       | → Hauptartikel : Kollegienkirche (Salzburg) f1 | BDA-Hist.: Q1779328 Status: Bescheid Stand der BDA-Liste: 2025-06-30 Name: Kath. Pfarrkirche, Kollegienkirche, Universitätskirche GstNr.: 374 Collegiate Church, Salzburg |
| ja   | Datei hochladen | Salzachweibchenbrunnen HERIS-ID: 76020 Objekt-ID: 89561                                                                                 | Ursulinenplatz Standort KG: Salzburg                             | Diese gusseiserne Personifikation der „Quelle“ befindet sich seit 1867 zwischen Ursulinenkirche und Salzach. Sie wurde auf Bestreben des Stadtverschönerungsvereins im Zuge der Salzachregulierung aufgestellt. Durch das Schwarz des Gusseisens hat ihre Erscheinung die Aura des „Nächtigen“, in der das Wasser umso blitzender aus der Amphore rieselt. | BDA-Hist.: Q38142027 Status: § 2a Stand der BDA-Liste: 2025-06-30 Name: Salzachweibchenbrunnen GstNr.: 418/1 Salzachweibchenbrunnen, Salzburg |
| ja   | Datei hochladen | Bürgerhaus, Pflastererhaus HERIS-ID: 44087 Objekt-ID: 44785                                                                             | Ursulinenplatz 2 Standort KG: Salzburg                           | Das elfachsige fünfgeschoßige Haus mit drei Rundbogenportalen wurde in den Jahren 1669 bis 1687 erbaut. | BDA-Hist.: Q38006953 Status: Bescheid Stand der BDA-Liste: 2025-06-30 Name: Bürgerhaus, Pflastererhaus GstNr.: 408 |
| ja   | Datei hochladen | Bürgerhaus, Hodeshaus, ehem. Berglkirche HERIS-ID: 45357 Objekt-ID: 46652                                                               | Ursulinenplatz 4 Standort KG: Salzburg                           | Das fünfgeschoßige Bürgerhaus entstand im Jahr 1802 durch den Umbau der ehemaligen Kirche Unsere Liebe Frau am Bergl und eines benachbarten Hauses. | BDA-Hist.: Q38015340 Status: Bescheid Stand der BDA-Liste: 2025-06-30 Name: Bürgerhaus, Hodeshaus, ehem. Berglkirche GstNr.: 410 Ursulinenplatz 4, Salzburg |
| ja   | Datei hochladen | Bürgerhaus, Naglschmiedbehausung HERIS-ID: 43591 Objekt-ID: 44214                                                                       | Ursulinenplatz 6 Standort KG: Salzburg                           | An dem fünfgeschoßigen Bürgerhaus des 17. Jahrhunderts fallen besonders die rundbogigen Speicheröffnungen über mehrere Geschoße auf. | BDA-Hist.: Q38004104 Status: Bescheid Stand der BDA-Liste: 2025-06-30 Name: Bürgerhaus, Naglschmiedbehausung GstNr.: 412 |
| ja   | Datei hochladen | Bürgerhaus, Windenmacherhaus HERIS-ID: 44086 Objekt-ID: 44784                                                                           | Ursulinenplatz 7 Standort KG: Salzburg                           | Das fünfgeschoßige Bürgerhaus stammt im Baukern aus dem 16. und 17. Jahrhundert. | BDA-Hist.: Q38006946 Status: Bescheid Stand der BDA-Liste: 2025-06-30 Name: Bürgerhaus, Windenmacherhaus GstNr.: 413 |
| ja   | Datei hochladen | Stadttor, Klausentor HERIS-ID: 41961 Objekt-ID: 42535                                                                                   | Ursulinenplatz 10 Standort KG: Salzburg                          | Das Klausentor sperrte einst die Engstelle zwischen der Salzach und dem Mönchsberg. Der erste Bau des 13. Jahrhunderts wurde im Jahr 1612 nach einem Brand erneuert und mit der Stadtmauer entlang dem Ufer verbunden. Über der tonnengewölbten Durchfahrt befinden sich zwei durch Gesimsbänder gegliederte Wohngeschoße. | BDA-Hist.: Q38002832 Status: Bescheid Stand der BDA-Liste: 2025-06-30 Name: Stadttor, Klausentor GstNr.: 417 Klausentor, Salzburg |
| ja   | Datei hochladen | Wohn- und Geschäftshaus HERIS-ID: 71512 Objekt-ID: 84702                                                                                | Vierthalerstraße 2 Standort KG: Salzburg                         | Das Wohn- und Geschäftshaus mit secessionistischer Fassade wurde von 1903 bis 1906 erbaut. | BDA-Hist.: Q38127819 Status: Bescheid Stand der BDA-Liste: 2025-06-30 Name: Wohn- und Geschäftshaus GstNr.: 3766/19 Vierthalerstraße 2, Salzburg |
| ja   | Datei hochladen | Anlage Kath. Pfarrkirche hl. Vinzenz Pallotti – Lehen HERIS-ID: 52966 Objekt-ID: 60734                                                  | Vinzenz-Pallotti-Platz 1 Standort KG: Salzburg                   | Die Kirche wurde von 1962 bis 1964 nach den Plänen des Architekten Alfred Brandstätter erbaut und 1965 von Erzbischof Andreas Rohracher geweiht. Die moderne Kirche ist eine Betonstahlkonstruktion unter einem Zeltdach mit einem freistehenden Glockenturm. | BDA-Hist.: Q253190 Status: Bescheid Stand der BDA-Liste: 2025-06-30 Name: Anlage Kath. Pfarrkirche hl. Vinzenz Pallotti – Lehen GstNr.: 3478/24, 3478/28 Pfarrkirche Lehen (Salzburg) |
| ja   | Datei hochladen | Wohn- und Geschäftshaus, Gerichtshaus oder Stadt-Trinkstube HERIS-ID: 42134 Objekt-ID: 42716                                            | Waagplatz 1 Standort KG: Salzburg                                | Am Waagplatz befand sich im 12. Jahrhundert die Kaiserpfalz von Friedrich Barbarossa, zugleich war hier vor den Toren der Bischofsstadt die Keimzelle des bürgerlichen Salzburg. Das Haus Nr. 1 hatte die Funktionen eines Gerichtshauses, Waaghauses und seit Beginn des 16. Jahrhunderts einer Trinkstube. Die Lokalität wurde vom Magistrat der Stadt verpachtet, deshalb die Bezeichnung „Stadttrinkstube“. Nach dem Brand von 1635 Neuaufbau in der heutigen Form. Ab 1811 Verwendung als Hotel („Erzherzog Karl“). 1899 Verkauf an die Druckerei Kiesel. Auffällig ist das Monumentalgemälde von Karl Reisenbichler aus dem Jahr 1928 mit dem Anker, Symbol der damals hier untergebrachten Anker-Versicherung. | BDA-Hist.: Q38003017 Status: Bescheid Stand der BDA-Liste: 2025-06-30 Name: Wohn- und Geschäftshaus, Gerichtshaus oder Stadt-Trinkstube GstNr.: 86 Waagplatz 1 (Salzburg) |
| ja   | Datei hochladen | Bürgerhaus, Traklhaus HERIS-ID: 36723 Objekt-ID: 35704                                                                                  | Waagplatz 2 Standort KG: Salzburg                                | Erste Erwähnung 1181, nach umfassender Renovierung von 1974 K+K Restaurant mit sog. Freysaufkeller (Kellergewölbe aus dem 12. Jahrhundert). Der Name bezieht sich auf die Familie Freysauff von Neudeck, 1717 war hier die Kaspar Freysauffsche Handlung konzessioniert. | BDA-Hist.: Q37971851 Status: Bescheid Stand der BDA-Liste: 2025-06-30 Name: Bürgerhaus, Traklhaus GstNr.: 89/1, 89/2 Waagplatz 2 (Salzburg) |
| ja   | Datei hochladen | Bürgerhaus, ehem. Waaghaus, ehem. Café Glockenspiel HERIS-ID: 36724 Objekt-ID: 35705                                                    | Waagplatz 3 Standort KG: Salzburg                                | Das sechsgeschoßige Bürgerhaus geht in seiner Bausubstanz auf das 16. Jahrhundert zurück, es hat ein Walmdach und einen langgestreckten, zweigeschoßigen Anbau. Die Fassaden im Plattenstil haben zwei Korbbogenportale mit Volutenaufsatz und stammen aus der Zeit um 1800. Anmerkung: Das jetzige Café auf Mozartplatz 2 steht nicht unter Denkmalschutz. | BDA-Hist.: Q37971862 Status: Bescheid Stand der BDA-Liste: 2025-06-30 Name: Bürgerhaus, ehem. Waaghaus, ehem. Café Glockenspiel GstNr.: 69 Waagplatz 3, Salzburg |
| ja   | Datei hochladen | Bürgerhaus HERIS-ID: 36725 Objekt-ID: 35706                                                                                             | Waagplatz 5 Standort KG: Salzburg                                | Das fünfgeschoßige Bürgerhaus ist im Kern mittelalterlich. Die Fassadengestaltung entstand im späten 18. Jahrhundert. | BDA-Hist.: Q37971872 Status: Bescheid Stand der BDA-Liste: 2025-06-30 Name: Bürgerhaus GstNr.: 70 |
| ja   | Datei hochladen | Bürgerhaus, Hanischen- oder Greitnerhaus HERIS-ID: 42135 Objekt-ID: 42717                                                               | Waagplatz 6 Standort KG: Salzburg                                | Das fünfgeschoßige Bürgerhaus mit schlichter Fassade und Hohlkehlenabschluss ist im Kern mittelalterlich. | BDA-Hist.: Q38003027 Status: Bescheid Stand der BDA-Liste: 2025-06-30 Name: Bürgerhaus, Hanischen- oder Greitnerhaus GstNr.: 71 Waagplatz 6, Salzburg |
| ja   | Datei hochladen | Kapellhaus HERIS-ID: 53068 Objekt-ID: 60851                                                                                             | Wiener-Philharmoniker-G. 7 Standort KG: Salzburg                 | | BDA-Hist.: Q38055598 Status: § 2a Stand der BDA-Liste: 2025-06-30 Name: Kapellhaus GstNr.: 332 |
| ja   | Datei hochladen | Wohnhaus HERIS-ID: 75874 Objekt-ID: 89382                                                                                               | Willibald-Hauthaler-Str. 5 Standort KG: Salzburg                 | | BDA-Hist.: Q38141046 Status: § 2a Stand der BDA-Liste: 2025-06-30 Name: Wohnhaus GstNr.: 3272/21 Willibald-Hauthaler-Straße 5 |
| ja   | Datei hochladen | Fundhoffnungsgebiet Straßen und Plätze in der Altstadt westlich der Salzach HERIS-ID: 87735 Objekt-ID: 102163                           | Standort KG: Salzburg                                            | Die Salzburger Altstadt (links der Salzach, eigentliche Altstadt) als archäologische Stätte | BDA-Hist.: Q124541204 Status: § 2a Stand der BDA-Liste: 2025-06-30 Name: Fundhoffnungsgebiet Straßen und Plätze in der Altstadt westlich der Salzach GstNr.: 445/4, 445/5, 3674, 3675, 3676, 3677, 3678, 3679, 3680/1, 3681/1, 3682/1, 3683, 3689, 3690, 3691/1, 3692, 3693/1, 3694, 3696, 3697, 3698, 3699, 3700, 3701, 3702, 3703, 3704, 3705, 3706, 3707, 3708, 3709, 3711, 3713, 3714, 3715/1, 3716, 3717, 3718, 3719, 3720, 3721, 3722, 3723, 3725/1, 422, 3948, 426, 6, 3681/2, 3682/3, 3693/2, 1999/1, 3670/2, 3879 |
| ja   | Datei hochladen | Mozartsteg mit Mauthäusl HERIS-ID: 75903 Objekt-ID: 89428                                                                               | Standort KG: Salzburg                                            | → Hauptartikel : Mozartsteg f1 | BDA-Hist.: Q105646574 Status: § 2a Stand der BDA-Liste: 2025-06-30 Name: Mozartsteg mit Mauthäusl GstNr.: 3947/1, 3673/1, 3852 Mozartsteg Salzburg |
| ja   | Datei hochladen | Anlage Schloss Mirabell samt Gärten HERIS-ID: 100750 Objekt-ID: 117023                                                                  | Mirabellplatz 4 Standort KG: Salzburg                            | → Hauptartikel : Schloss Mirabell f1 | BDA-Hist.: Q64765070 Status: Bescheid Stand der BDA-Liste: 2025-06-30 Name: Anlage Schloss Mirabell samt Gärten GstNr.: 934, 935, 936, 938, 939, 940, 941, 942, 943, 944, 945, 946, 1055/5, 3749/1, 3740/3, 986 Schloss Mirabell |